# Trochetiopsis melanoxylon
Trochetiopsis melanoxylon là một loài thực vật có hoa trong họ Cẩm quỳ. Loài này được (R. Br.) Marais miêu tả khoa học đầu tiên năm 1981.